# 寺尾榮夫
寺尾 榮夫（てらお ひでお、1931年4月7日 - 没年不詳）は、日本の医学者。専門は脳神経外科学。東邦大学医学部に脳神経外科教室を創設、初代教授を務めた。静岡市出身。「寺尾栄夫」表記も多用される。

## 経歴・人物
1931年、男ばかりの3人兄弟の次男として静岡市に誕生。静岡市城内東小学校卒業。1948年、静岡県立静岡中学校4年終了で、静岡高等学校 (旧制)に入学したが、学制変更により1年で廃止。新制静岡大学文理学部プレメディカルコースに入学。2年後に東京大学医学部入学。1955年、東京大学医学部卒業。医師免許を取得、東京大学医学部附属病院第一外科・脳神経外科に入局と同時に大学院生となった。大学院在籍の間に教授の指示で、船医を経験した。南氷洋捕鯨船団医、水産会社のアフリカ沖出漁船団船医と2回にわたり1年間、七つの海のうち北極海を除く六つの海を経験した。大学医局で10年間脳神経外科医としてのトレーニングを積んだ。ちょうど日本の脳神経外科の興隆期に当たったため、茨城県立中央病院、都立広尾病院、都立駒込病院と次々に脳神経外科を創設し、初代部長を務め、この間、1967年から3年間、ハーバード大学マサチューセッツ総合病院の脳神経外科に留学した。1980年、東邦大学医学部に脳神経外科教室を創設、初代教授に就任した。1997年、東邦大学を定年退職。1998年2月、西横浜国際総合病院院長。

## 著書
- 『新しい原理、装置によるライナック脳定位放射線外科の開発』 寺尾榮夫研究代表者 1993.3
- 『頭痛 : 診断と治療』寺尾榮夫, 間中信也 著 現代医療社 1981.12